# Marie Weitbrecht

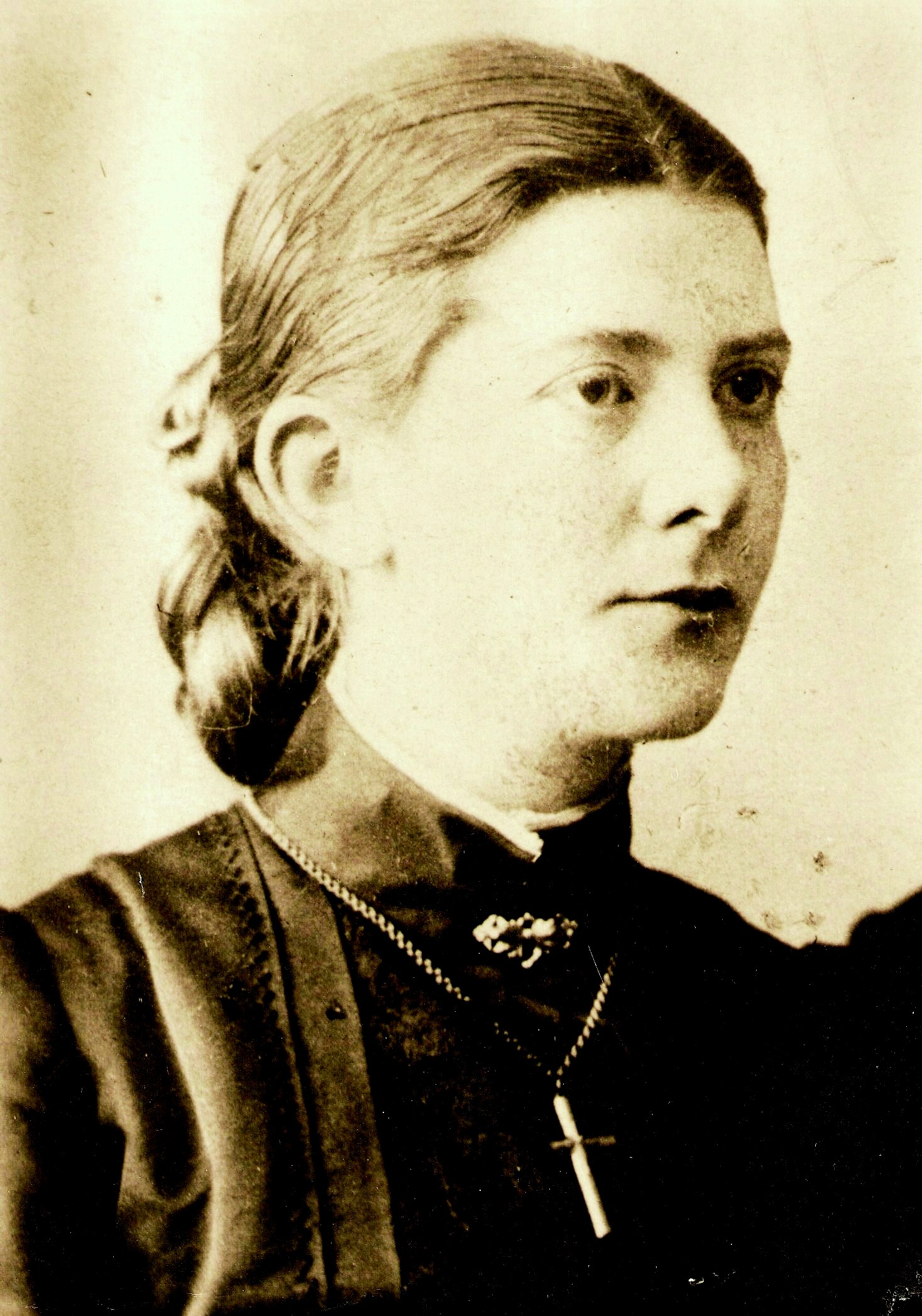
Marie Weitbrecht, geborene Sattler

Marie Weitbrecht (geborene Sattler, * 23. Dezember 1863 in Göttelfingen; † 20. Dezember 1945 in Wiesbaden) war eine deutsche Schriftstellerin.

## Leben und Wirken
Marie Weitbrecht war die Tochter des Vikars Gottlieb Friedrich Sattler (1818–1899) und der Elise Hölder (1830–1924). Mit 15 Jahren besuchte sie das Lehrerinnenseminar in Markgröningen und schloss dieses als Hauswirtschaftslehrerin ab.
Geprägt durch das kulturelle Leben in dem evangelischen Pfarrhaus ihrer Eltern, durch die Kontakte zu dem Pfarrer Eduard Mörike, mit dem ihr Vater zusammengearbeitet hatte und die Heirat im Jahr 1889 mit dem Pfarrer Paul Weitbrecht (1861–1922) beschäftigte sich Marie Weitbrecht in zunehmenden Maßen mit klassischer Musik, Lyrik und Familienforschung. Neben der Verfassung von eigenen Gedichtbänden galt ihr Interesse dem lyrischen Nachlass unter anderem von Eduard Mörike, Julius Krais. Sie überarbeitete einen Großteil dieser Gedichts-Sammlungen und gab sie in neuer Zusammenstellung heraus.
Im Rahmen ihrer genealogischen Forschungen trat Weitbrecht dem Verein für Württembergische Familienkunde bei und veröffentlichte biografische Aufsätze unter anderem über Helena Rucker, Tochter des Mediziners Johann Magenbuch und Leiterin der Hofapotheke Stuttgart, sowie über den Theologen Peter Meiderlin.

## Schriften (Auswahl)
- Frühlingsblüten. Eine Mitgabe auf den Lebensweg. Fleischhauer & Spohn, Stuttgart 1897
- Klassisches Vergissmeinnicht: Denkblatter auf alle Tage des Jahres, herausgegeben von Julius Krais; neu bearbeitet von Marie Weitbrecht, 382 Seiten, Fleischhauer & Spohn, Stuttgart 1921
- Frühlingsblüten aus deutschen religiösen Gedichten und Aussprüchen. Mit Bildern von Rudolf Schäfer, 264 Seiten, Fleischhauer & Spohn, Stuttgart 1922
- Eduard Mörike; Bilder aus seinem Cleversulzbacher Pfarrhaus. Fleischhauer & Spohn, Stuttgart 1924
- M. Peter Meiderlin, Ephorus d. Kollegiums bei St. Anna, Augsburg. Blätter für württembergische Kirchengeschichte,  N. F. 33, 297, Heft 3,4; Verlag Scheufele, Stuttgart, 1929
- Helene Ruckher – Hofapothekerin in Stuttgart, in: Blätter für Württembergische Familienkunde, Heft 73/74, 1936
- Lesefrucht : Lebensbeschreibung M. Johann Conradt Hölders, in: Blätter für Württembergische Familienkunde, Band 7, 1936
- Über dem Alltag – Eine Folge d. klass. Vergißmeinnichts. Herausgegeben von Julius Krais; neu bearbeitet von Marie Weitbrecht, Fleischhauer & Spohn, Stuttgart 1938